# Luscinia luscinia

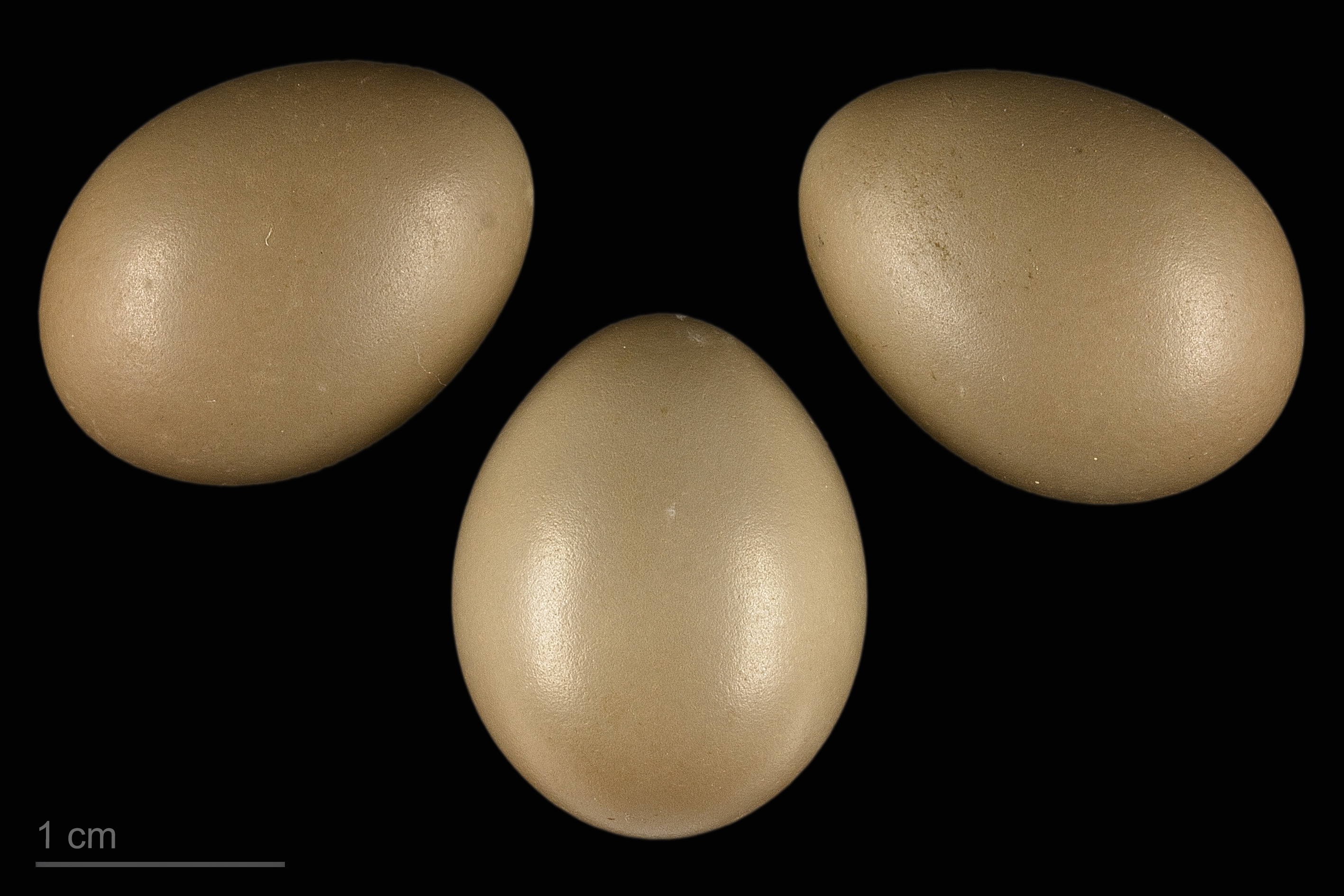
Luscinia luscinia

Luscinia luscinia là một loài chim trong họ Muscicapidae.
Luscinia luscinia trước đây được coi là một thành viên của họ chim Turdidae, nhưng bây giờ được coi thuộc họ Muscicapidae. 
Nó là một loài ăn côn trùng di cư ở châu Âu và châu Á và đang bị đông quá mức ở châu Phi. Sự phân bố nằm ở phía bắc nhiều hơn so với dạ oanh phổ biến có liên quan rất chặt chẽ, Luscinia megarhynchos, nó gần giống như xuất hiện. Nó làm tổ gần mặt đất ở tầng dưới dày đặc.
Loài này có kích thước tương đương với oanh châu Âu. Nó có màu nâu lục nhạt ở trên và màu trắng và màu xám nâu. 